# بدوي (عزبة)
قرية عزبة بدوي هي إحدى القرى التابعة لمركز بيلا في محافظة كفر الشيخ في جمهورية مصر العربية. حسب إحصاءات سنة 2006، بلغ إجمالي السكان في عزبة بدوي 8698 نسمة، منهم 4284 رجل و4414 امرأة.